# Kopyliw
Kopyliw (ukrainisch Копилів; russisch Копылов Kopylow) ist ein Dorf in der ukrainischen Oblast Kiew mit etwa 888 Einwohnern (2022).

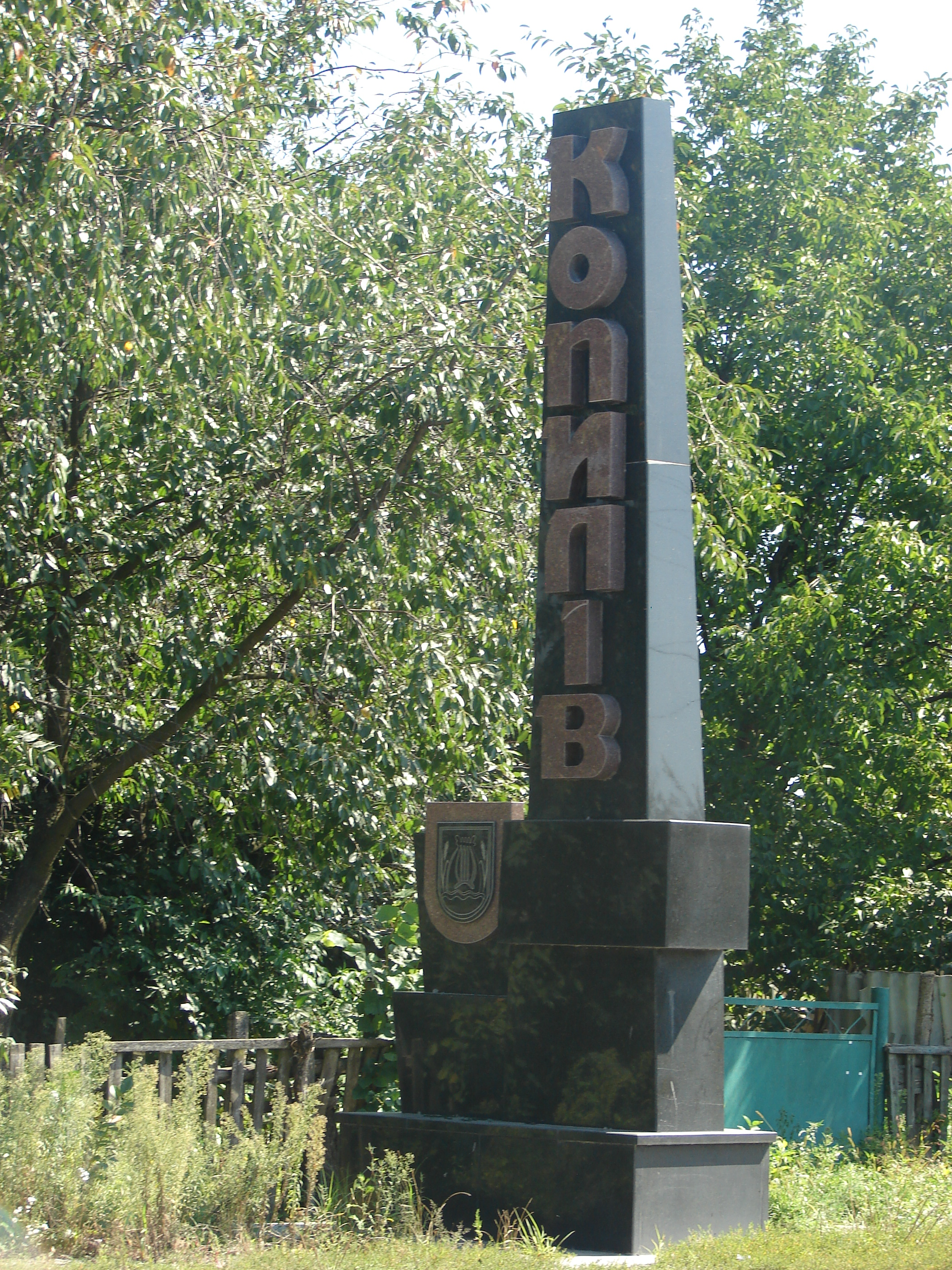
Ortseingang von Kopyliw

Durch das 1600 gegründete Dorf im Rajon Butscha verläuft die Fernstraße M 06/E 40. Kopyliw liegt 12 km südöstlich vom ehemaligen Rajonzentrum Makariw und 50 km westlich von Kiew. Es grenzt im Süden an das Dorf Motyschyn.
Am 12. Juni 2020 wurde das Dorf ein Teil der neugegründeten Siedlungsgemeinde Makariw, bis dahin bildete es zusammen mit dem Dorf Seweryniwka (Северинівка) die gleichnamige Landratsgemeinde Kopyliw (Копилівська сільська рада/Kopyliwska silska rada) im Zentrum des Rajons Makariw.
Am 17. Juli 2020 kam es im Zuge einer großen Rajonsreform zum Anschluss des Rajonsgebietes an den Rajon Butscha.